# Пам'ятник Іванові Франку (Львів)
Пам'ятник Іванові Франку у Львові — пам'ятник українському письменнику Іванові Франку у Львові, що розташований на вулиці Університетській перед головним корпусом Львівського національного університету ім. Івана Франка. Відкритий 30 жовтня 1964 року. Висота пам'ятника разом із постаментом — 12,5 м, висота власне пам'ятника — 8 метрів.

## Історія
4 квітня 1945 року вийшла постанова Ради Народних комісарів УРСР і ЦК КП(б)У «Про збудування у місті Львові пам'ятників Тарасу Григоровичу Шевченку та Івану Яковичу Франку». Місцем спорудження головного пам'ятника Франку відразу був обраний парк ім. І. Франка, а саме майданчик, розташований перед Львівським університетом. Виконання монументу планувалося доручити скульптору Іванові Севері. Через високу суму кошторису, що склала 586 000 карбованців, спорудження було відкладено на невизначений термін.
Згідно з рішенням виконкому Львівської обласної ради депутатів трудящих під час урочистого мітингу на місці майбутнього монумента 29 червня 1956 р. заклали пам'ятний знак. Авторський колектив складався з відомих львівських скульпторів Валентина Борисенка, Дмитра Крвавича, Еммануїла Миська, Василя Одрехівського, Якова Чайки за участі архітектора Андрія Шуляра.
Пам'ятник урочисто відкрито 30 жовтня 1964 року в присутності кількох десятків тисяч людей.

## Світлини

Пам'ятник І. Франку (2003)
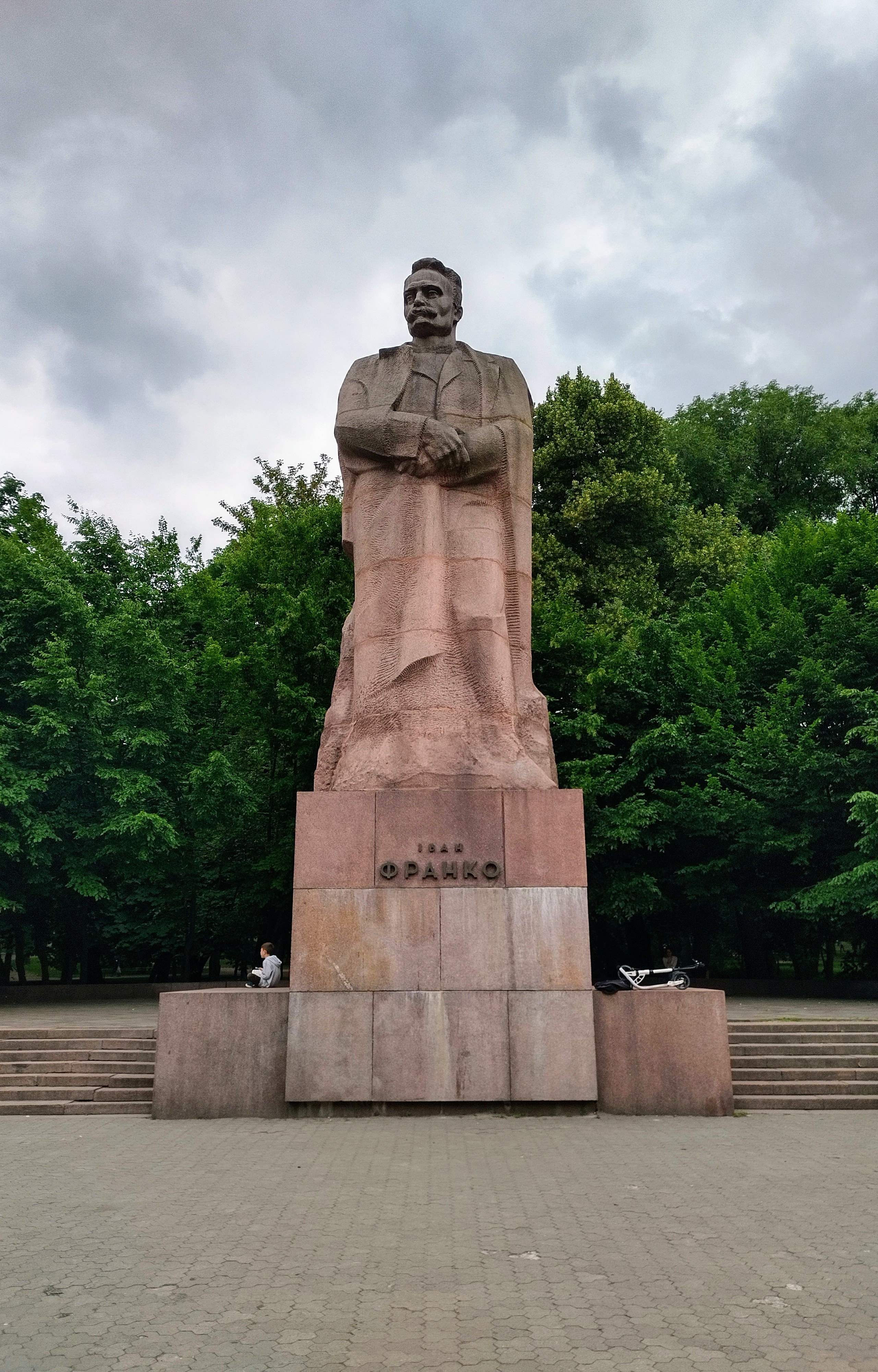
Пам'ятник І. Франку (2022)